# سعيد بن أبي عروبة
سعيد بن أبي عروبة واسم أبي عروبة مهران أبو النضر مولى ابن عدي بن يشكر،الإمام الحافظ عالم أهل البصرة وأول من صنف السنن النبوية.

## شيوخه وتلاميذه
وكان من شيوخ سعيد بن أبي عروبة كل من أيوب السختياني ، الحسن البصري ، سليمان الأعمش ، عاصم بن بهدلة ، عامر الأحول ، قتادة بن دعامة ، مالك بن دينار ، محمد بن سيرين ، مطر الوراق ، النضر بن أنس بن مالك ، هشام الدستوائي ، الوليد بن مسلم العنبري ، يحيى بن سعيد الأنصاري ، أبو رجاء العطاردي. بينما من تلاميذه إسماعيل بن علية ، أبو أسامة حماد بن أسامة ، سفيان الثوري ، سليمان الأعمش ، شعبة بن الحجاج ، أبو عاصم الضحاك بن مخلد ، عبد الوارث بن سعيد ، عبد الوهاب بن عطاء ، عبدة بن سليمان ، علي بن مسهر ، عيسى بن يونس ، معاذ بن معاذ العنبري ، النضر بن شميل ، يحيى بن سعيد القطان ، يزيد بن زريع ، يزيد بن هارون.

## مكانته
قال عنه الذهبي: الإمام الحافظ، عالم أهل البصرة، وأول من صنف السنن النبوية.
وقال أحمد بن حنبل: لم يكن له كتاب إنما كان يحفظ.
وقال أبو عوانة: لم يكن عندنا في ذلك الزمان أحفظ من سعيد.
وقال محمد بن سلام الجمحي: كان ابن أبي عروبة يمزح، وكان يحدث فإذا أعجبه حفظه قال: «دقك بالمنحاز حب القلقل».
وقال أيوب: لا يفقه رجل لا يدخل حجرة سعيد بن أبي عروبة.
وقال أحمد بن حنبل: كان قتادة وسعيد يقولان بالقدر ويكتمانه، قال الذهبي: لعلهما تابا ورجعا عنه كما تاب شيخهما.
وقال أبو نعيم: كتبت عنه بعدما اختلط حديثين فقمت وتركته.
وقال الجراح بن مخلد سمعت مسلم بن إبراهيم يقول قال: لي سعيد بن أبي عروبة: مالك خازن النار من أي حي هو؟ قال الذهبي: هذا من قبيل المزاح.
وقال أبو عمر الحوضي: دخلت على سعيد بن أبي عروبة أريد أن أسمع منه، فسمعت منه كلاما عجيبا؛ سمعته يقول:
الأزد أزد عريضه ذبحوا شاة مريضه أطعمـوني فأبيت ضـربوني فبكيت فعلمت أنه مختلط فلم أسمع منه.
وقال محمد بن مثني: حدثنا الأنصاري قال: دخلت أنا وعبد الله بن سلمة الأفطس على سعيد بن أبي عروبة بعدما تغير فجعل ينظر في وجوهنا ولا يعرفنا.
وقال ابن معين: هو أثبت الناس في قتادة، ومعه هشام وشعبة.

## مصنفاته
- كتاب المناسك